# 哥伦比亚大学全球中心
哥伦比亚大学全球中心（Columbia Global Centers）是由哥伦比亚大学在全球八个地点建立的研究前哨基地。这是其进一步建立一个国际研究型大学的首倡计划的一部分。首批中心于2009年3月于中国北京和约旦安曼成立。2010年3月在法国巴黎和印度孟买，2012年1月在肯尼亚内罗毕成立。另外，在伊斯坦布尔，里约热内卢和圣地亚哥-德智利的中心分别与2012与2013年成立。